# Simfonija br. 3 (Brams)
SIMFONJA broj 3. F-Dur, opus 90, Johanesa Bramsa.

## Bitna obeležja
To je najpopularnija simfonija Johanesa Bramsa. Nastala je 1883. godine i nju je posebno volela francuska spisateljica Fransoaz Sagan. Zbog tematskog materijala (ne zbog tonaliteta, koji je za Betovena imao pastoralni smisao), zvali su je Bramsova Eroika, ali opet, taj naziv ne obuhvata čitav karakter dela: ima u njemu idiličnih momenata, pored dramatičnih. Četiri njena stava, obrazuju celinu trajanja 34 minuta.

## Analiza dela
Prvi stav je Allegro con brio. Počinje ga prometejski motiv f-as-f u visokim oktavama i kasnije se javlja, nešto modificiran, u ostalim stavovima. Posle njega, violine donose grčevitu glavnu temu, koja umnogome menja karakter snažnom 6/4 taktu, dajući mu dramatične obrte. Prelaz ka drugoj temi je tipičan citat Bahanala iz Vagnerovog Tanhojzera. Drugu temu graciozno (naziv Gracioza na ovom mestu, potiče od Bramsa) donosi klarinet, pridružuju mu se oboa i viola, a njena dalja razrada u violinama, harmonski je sjedinjava sa prvom temom. Pravog razvojnog dela u stavu nema, pa je on ipak, sa reprizom, čvrst u formalnoj strukturi. Završetak mu deluje upitano.
Drugi stav je Andante semplice i osnovnu misao donosi pastoral klarineta iz prvog stava, zajedno sa njegovim početnim motivom. Središnji deo je spokojan u pokretu, te sa završnicom, stav deluje veoma intimno. Nosioci tema su klarinet, fagot, oboa i rog.
Ni treći stav Treće Simfonije nije, poput prethodne dve, pravi skerco. Nosi oznaku Poco allegretto i u njemu, svojim igračkim ritmovima, violine i viole se suprotstavljaju elegiji violončela. Srednji deo je u ritmu valcera koga međutim, violončela svojim sinkopama značajno obuzdavaju. Pri ponavljanju prvog dela, elegičnu deonicu violončela najpre donose rog i fagot.
Finalni stav je Allegro i izrazito je dramatičan po karakteru. Gudači i fagoti ga započinju u pritajenom unsonu, a tromboni kroz svoje tri fanfare pojačavaju dramatski naboj. Posle trećeg signala, snažan nastup drvenh duvača i gudača sa varijantom moto uvoda u prvi stav, koga donose rogovi i klarinet, otpočinje borbu motiva kroz zvuke celog orkestra. Široka fanfara horni, pojačana violončelima, najvljuje završnu odluku. I napokon dolazimo do drugog i konačnog vrhunca, sa uzletima i stišavanjima u orkestru, da bi u finalnoj kodi, kao zavšetak Simfonije, posle muzičke bitke, nastupilo sporo i postepeno oticanje, zamiranje zvuka, koje okončava Simfoniju.

## Izvođači
Berlinska Filharmonija, dirigent: Herbert Fon Karajan.
Londonski Festivalski Orkestar, dirigent: Alfred Šolc.
Južnonemačka Filharmonija, dirigent: Hans Zvarovski.
Južnonemačka Filharmonija, dirigent: Alfred Šolc.
Simfonijski Orkestar radio Televizije Beograd, dirigent: Ivan Špiler.